# Miquel Paredes i Fonollà
Miquel Paredes i Fonollà (Barcelona, 1901 – Ceret, 1980) va ser un escultor català, recordat especialment per ser autor de la figura d'El més petit de tots, conjuntament amb la dibuixant Lola Anglada.
Es va formar a la Llotja de Gràcia. Participà en diverses exposicions col·lectives en la Barcelona dels anys 30, i a Madrid va guanyar un premi per trobar una figura al·legòrica de la República. Durant la guerra civil espanyola va col·laborar amb el Comissariat de propaganda de la Generalitat de Catalunya per a fer monuments efímers i de propaganda. En aquest període fou quan el comissariat l'encarregà una figura basada en el conte popular infantil Els tres tambors que simbolitzés la lluita antifeixista. L'escultura (i el llibre paral·lel de Lola Anglada que mostraven la mateixa figura) tingué tant d'èxit que se'n feren més de 60.000 còpies, que el comissariat venia a 3 pessetes cadascuna per aconseguir fons per a sufragar despeses de la guerra.
Durant la guerra civil espanyola, el 1937, va participar en el muntatge d'un monument efímer El soldat desconegut com a homenatge als soldats republicans, a la plaça Catalunya de Barcelona, una gran escultura de dotze metres d'alçada realitzada amb guix i xarpellera amb la col·laboració d'altres artistes. La inauguració va comptar amb la presència del president Lluís Companys i la ministra Federica Montseny. Malgrat el seu material fràgil per estar a la intempèrie, el monument es va mantenir a la plaça Catalunya fins a l'acabament de la guerra, que va ser desarmat i desaparegut.
L'any 1938, Paredes s'exilià a la Catalunya Nord, on va treballar en pobles rossellonesos fent monuments als morts de la guerra. També el 1974 feu el monument a Lluís Companys prop de l'antic camp de refugiats a Sant Cebrià. Posteriorment treballà en una fàbrica de nines, i més endavant impartí classes d'escultura a l'escola de belles arts d'Orleans. Morí en la indigència el 1980, al Vallespir.